# Усов (селище)
У́сов (рос. Усов) — селище у складі Первомайського району Оренбурзької області, Росія.

## Населення
Населення — 217 осіб (2010; 291 у 2002).
Національний склад (станом на 2002 рік):
- росіяни — 66 %